# Ngân hàng thương mại cổ phần Sài Gòn Thương Tín
Ngân hàng thương mại cổ phần Sài Gòn Thương Tín, giao dịch dưới tên Sacombank, là một ngân hàng thương mại cổ phần của Việt Nam, thành lập vào năm 1991.
Năm 2012, Sacombank có vốn điều lệ là 14.176 tỷ đồng, được coi là ngân hàng thương mại cổ phần có vốn điều lệ và hệ thống chi nhánh lớn nhất Việt Nam.
Trong những năm đầu mới thành lập, Sacombank là một tổ chức tín dụng nhỏ với vốn điều lệ khoảng 3 tỷ đồng. Trong những năm 1995-1998, với sáng kiến phát hành cổ phiếu đại chúng (Sacombank là một trong những công ty đầu tiên phát hành cổ phiếu đại chúng ở Việt Nam), Sacombank đã có thể nâng vốn từ 23 tỷ lên 71 tỷ đồng.

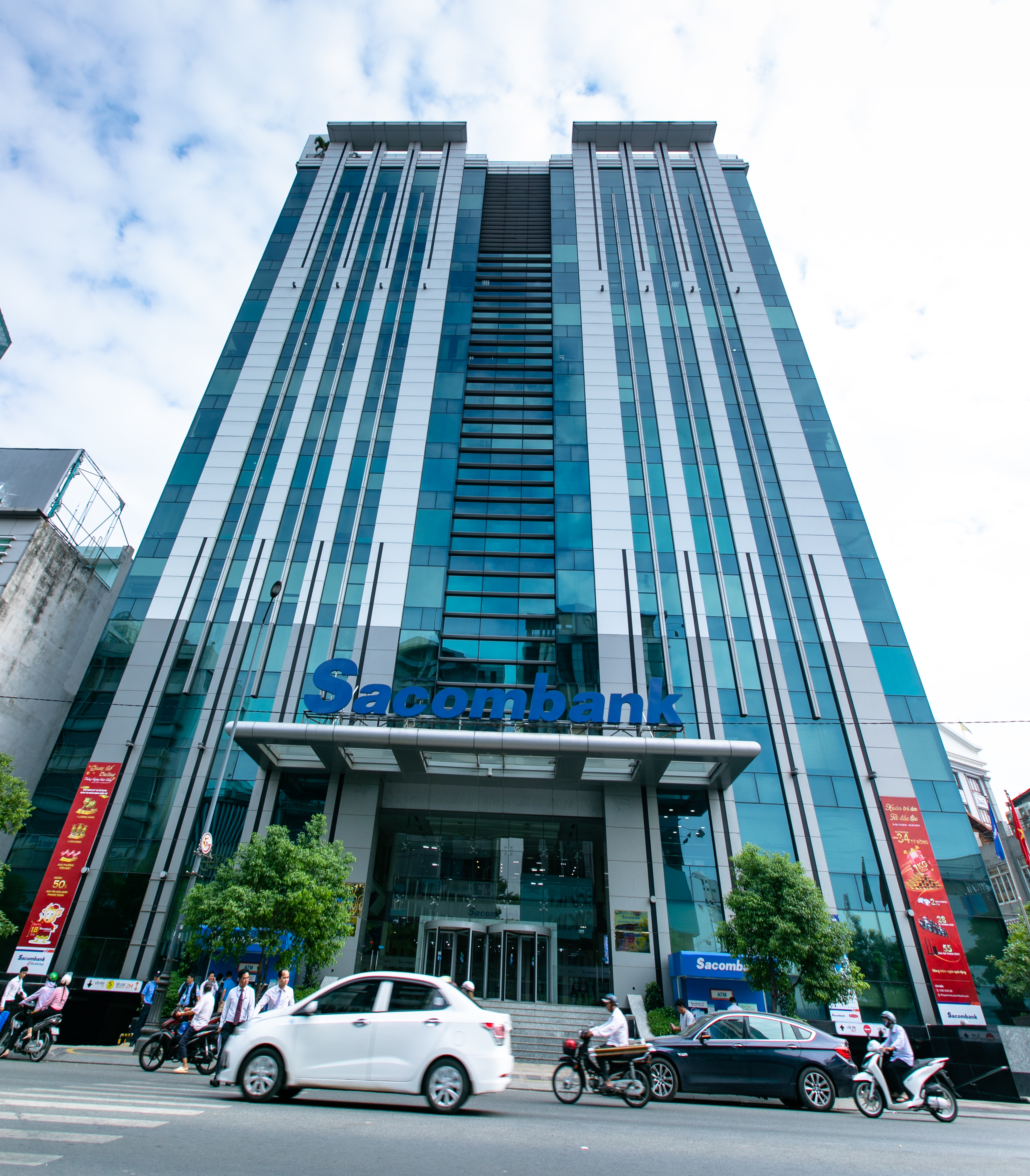
Hội sở Sacombank – 266 – 268 Nam Kỳ Khởi Nghĩa, Phường Võ Thị Sáu, Quận 3, Tp.HCM

Hiện tại Sacombank kinh doanh trong các lĩnh vực chính sau đây: huy động vốn, tiếp nhận vốn vay trong nước; cho vay, hùn vốn và liên doanh, làm dịch vụ thanh toán giữa các khách hàng; Huy động vốn ngắn hạn, trung hạn, dài hạn của các tổ chức, dân cư dưới các hình thức gửi tiền có kỳ hạn, không kỳ hạn, chứng chỉ tiền gửi, tiếp nhận vốn đầu tư và phát triển của các tổ chức trong nước, vay vốn của các tổ chức tín dụng khác, cho vay ngắn hạn, trung hạn, dài hạn đối với các tổ chức và cá nhân, chiết khấu các thương phiếu, trái phiếu và giấy tờ có giá, hùn vốn và liên doanh theo pháp luật; Làm dịch vụ thanh toán giữa các khách hàng; Kinh doanh vàng bạc, ngoại tệ, thanh toán quốc tế; Huy động vốn từ nước ngoài và các dịch vụ ngân hàng khác trong mối quan hệ với nước ngoài khi được Ngân hàng Nhà nước cho phép.

## Lịch sử & Thành tựu
- Năm 2019 Chính thức triển khai hệ thống khởi tạo, phê duyệt và quản lý cấp tín dụng (LOS). Là 1 trong 7 ngân hàng đầu tiên tại Việt Nam hội đủ điều kiện phát hành thẻ nội địa được trang bị chip EMV với ưu điểm giúp bảo mật tối ưu thông tin thẻ và cho phép giao dịch thanh toán không tiếp xúc (contactless).[3] Nâng cấp thành công hệ thống ngân hàng lõi T24 lên phiên bản R17 hiện đại nhất.Ký kết hợp tác với công ty cổ phần Alliex Việt Nam để triển khai hạ tầng POS dùng chung của Alliex nhằm thúc đẩy thanh toán không dùng tiền mặt tại Việt Nam. Chính thức khai trương hoạt động lần lượt các Chi nhánh Lào Cai, Ninh Bình, Nam Định và Thái Bình, mở rộng mạng lưới tại phía Bắc.[4]
- Năm 2020  Ngân hàng đầu tiên tại Việt Nam tổ chức Đại hội đồng cổ đông trực tuyến[5]. Tổ chức Giải chạy trực tuyến hưởng ứng Ngày không tiền mặt 2020 tại Hà Nội, TP.HCM, Đà Nẵng và Cần Thơ.Bắt đầu đồng hành tổ chức chương trình đi/chạy bộ trực tuyến “Những bước chân vì cộng đồng” để đóng góp vào quỹ xây dựng nhà văn hoá cộng đồng cho đồng bào dân tộc ít người. Chuyển đổi số trong quản trị nguồn nhân lực với giải pháp SAP SuccessFactors tạo đà số hóa hoàn toàn các quy trình nhân sự, công tác quản lý và phát triển nguồn nhân lực[6]. Là một trong những ngân hàng đầu tiên áp dụng tính năng xác thực trực tuyến 24/7 (eKYC) và mở tài khoản để giao dịch ngay trên ứng dụng di động Sacombank Pay. Ngân hàng Việt Nam đầu tiên triển khai công nghệ Tap to phone - chấp nhận thanh toán không tiếp xúc bằng điện thoại di động và tính năng NFC - thanh toán không tiếp xúc bằng điện thoại di động.Khởi động dự án “Đánh giá nội bộ về mức độ đủ vốn” (ICAAP) giúp bảo vệ Ngân hàng, khách hàng kịp thời trước những biến động của thị trường và rủi ro trọng yếu có thể phát sinh.[7]
- Năm 2021 Sacombank nhận Huân chương Lao động hạng nhì và bà Nguyễn Đức Thạch Diễm – nhận Huân chương Lao động hạng ba vì đã có những thành tích xuất sắc trong hoạt động kinh doanh, số hóa quy trình hoạt động và công tác từ thiện xã hội liên tục nhiều năm, góp phần vào sự nghiệp xây dựng chủ nghĩa xã hội và bảo vệ Tổ quốc.[8]  Đa dạng danh mục sản phẩm dịch vụ theo xu hướng thị trường với các tính năng số hóa, tích hợp và kết nối các cổng thanh toán tự động được khách hàng ưa chuộng. Từ đó mở rộng hệ khách hàng lên con số 10 triệu.Hệ thống quản trị, an toàn thông tin, kiểm soát rủi ro hoàn thiện, giám sát chặt chẽ. Các quy trình, quy chế đảm bảo quy chuẩn pháp luật Việt Nam và tiệm cận các chuẩn mực quốc tế (Basel II, ISO…).  [9]  Được HR Asia bình chọn là Môi trường làm việc tốt nhất Châu Á.[10]
- Năm 2022 Được Asia Pacific Enterprise Awards trao tặng giải thưởng “Thương hiệu truyền cảm hứng”.[11]  Ký kết hợp tác với liên danh Temenos – HiPT trong việc triển khai Nền tảng Ngân hàng Hợp kênh (Omnichannel). Sự kiện này là bước tiến quan trọng nhằm cung cấp trải nghiệm vượt trội cho khách hàng, tăng cường năng lực kỹ thuật số và thúc đẩy mục tiêu số hóa toàn diện của Sacombank.[12]  Lần đầu tiên tại Việt Nam, Sacombank kết hợp với Tổ chức thẻ quốc tế Mastercard cho ra mắt thẻ Sacombank Mastercard Only One - dòng thẻ quốc tế công nghệ cao lưu trữ thông tin thẻ tín dụng và thẻ thanh toán trên cùng một con chip được gắn trên cùng một chiếc thẻ với nhiều tính năng và ưu đãi vượt trội.[13]

## Sáp nhập
Vào ngày 01 tháng 10 năm 2015, Ngân hàng Thương mại Cổ phần Phương Nam đã chính thức được sáp nhập vào Ngân hàng Thương mại Cổ phần Sài Gòn Thương Tín theo Quyết định số 1844/QĐ-NHNN ngày 14/9/2015 của Ngân hàng Nhà nước Việt Nam. Do đó, Ngân hàng Thương mại Cổ phần Sài Gòn Thương Tín đã tiếp nhận và kế thừa toàn bộ tài sản và nghĩa vụ liên quan của Ngân hàng Thương mại Cổ phần Phương Nam kể từ ngày sáp nhập.

## Bê bối
Ngày 23 tháng 11 năm 2022, Cơ quan Cảnh sát Điều tra, Công an tỉnh Khánh Hòa đã ra lệnh khỏi tố bị can với Nguyễn Thị Thanh Hà, nguyên Phó trưởng phòng giao dịch Sacombank - Chi nhánh Thành phố Cam Ranh, nguyên thủ quỹ Ngô Thị Hồng Nhạn, Nguyễn Trà My và Ngô Nữ Hồng Hải, đều là nguyên giao dịch viên Phòng giao dịch Sacombank – Chi nhánh TP Cam Ranh về tội danh tham ô tài sản..  